# Scherneck
Scherneck – dzielnica gminy Rehling, w powiecie Aichach-Friedberg. w Bawarii. Scherneck stanowi zamek na szczycie góry zamkowej, leżącej na skraju doliny Lech oraz domy pracowników w połowie zbocza.

## Historia
Pierwsza wzmianka nazwy Scherneck pochodzi z X wieku, wymieniając Wilhelma von Rehlingen (Röchling) jako posiadacza zamków "Rehling" i "Scherneck". Pierwszym dokumentem dotyczącym Scherneck jest akt sprzedaży z 1322 roku dóbr Rehling w tym zamku Scherneck przez rodzinę von Rehlingen Heinrichowi von Gumppenberg Heinrich von Gumppenberg w 1341 roku podzielił swoje dobra na trzech synów, w tym wydzielając Scherneck z dóbr Rehling. Dobra Rehling i Scherneck zostały ponownie złączone w 1470. W XVII wieku Scherneck wielokrotnie zmieniał właścicieli. 1 października 1823 roku Scherneck kupił baron Lorenz von Schaezler (baron zamku Schaezler i dóbr Scherneck), augsburski radca finansowy i kupiec, którego potomkowie są właścicielami dóbr do dziś.

## Ważne miejsca
- Zamek,
- Kaplica zamkowa św. Jerzego i św. Macieja (XVIII w.),
- Browar zamkowy działający od 1719 roku,